# GI-3771
GI-3771 es una carretera provincial de Guipúzcoa (España). La carretera  GI-3771 , de seis kilómetros de longitud, se conoce por el nombre de camino de Santa Bárbara y transcurre íntegramente por Villarreal de Urrechua. Comienza en la rotonda donde se diferencian Legazpia, Zumárraga y Villarreal de Urrechua y termina en la calle de Necolalde, tras pasar por la ermita de Santa Bárbara. Sirve de único acceso a la cordillera de Irimo y las Siete Puntas, que tiene como pico Arbelaitz.

## Calles por las que pasa
- Barrio Poblado de Aparicio
- Calle Ipeñarrieta
- Barrio Pagoeta
- Camino de Sta. Bárbara
- Barrio Grupo Sta. Bárbara
- Calle Necolalde

- Datos: Q312233